# Mitsubishi Space Gear
Mitsubishi Space Gear var en minibus eller varebil fra Mitsubishi Motors, som også kunne leveres med firehjulstræk. Platformen til den firehjulstrukne version var hentet fra Mitsubishi Pajero. Modellen var baseret på fjerde generation af den japanske Mitsubishi Delica. Delica havde hidtil heddet Mitsubishi L300 i Europa, hvor luksusbusudgaven med panoramatag af L300 (som i Japan havde heddet Space Gear lang tid i forvejen) samt minibus- og varebilsmodellerne fortsat blev bygget parallelt med Space Gear frem til 1998.
Space Gear kom til Europa i 1994 som en luksuriøst udstyret varebil, men fandtes i starten kun med 2,0-liters benzinmotor. Først senere fulgte en større benzinmotor på 2,4 liter og en dieselmotor med 73 kW (99 hk) fra den tidssvarende Mitsubishi Pajero. Kabinen havde plant gulv, hvorpå sæderne kunne monteres variabelt. Bilen havde separat justerbart varmeanlæg til passagerkabinen, elektrisk skydetag, samt elektriske jalousier til de fire i taget monterede panoramaruder. Hvor to airbags var standard fra starten, var ABS-bremser kun standardudstyr i dieseludgaven. V6-motoren på 3,0 liter, som var udstyret med automatgearkasse, blev ikke importeret til Danmark. Først i 1998 kom med L400 som kassevogn og minibus den egentlige efterfølger for L300 på markedet med 2,5-liters turbodieselmotoren, dog neddroslet til 64 kW (87 hk).
Hyundai H-1 var næsten identisk, men udstyret med en mere moderne motor.
På grund af den udeblivende succes blev importen af L400 allerede indstillet igen i 2001, mens Space Gear fortsat blev importeret frem til 2003. Begge modeller fik i Europa ingen efterfølger. De blev dog produceret frem til 2006 og herefter afløst af Delica D:6.

## Tekniske data
|                                      | 2,0                  | 2,4                  | 3,0                   | 2,5 TD              | 2,5 TD                    | 2,8 TD                    |
| Motordata                            |                      |                      |                       |                     |                           |                           |
| Motorkode                            | 4G63                 | 4G64                 | 6G72                  | 4D56                | 4D56                      | 4M40                      |
| Motortype                            | R4-benzinmotor       | R4-benzinmotor       | V6-benzinmotor        | R4-dieselmotor      | R4-dieselmotor            | R4-dieselmotor            |
| Antal ventiler pr. cylinder          | 4                    | 4                    | 4                     | 2                   | 2                         | 2                         |
| Ventilstyring                        | OHC, tandrem         | OHC, tandrem         | 2 × OHC, tandrem      | OHC, tandrem        | OHC, tandrem              | OHC, tandrem              |
| Fødesystem                           | Multipoint           | Multipoint           | Multipoint            | Hvirvelkammer       | Hvirvelkammer             | Hvirvelkammer             |
| Trykladning                          | –                    | –                    | –                     | Turbolader          | Turbolader, ladeluftkøler | Turbolader, ladeluftkøler |
| Køling                               | Vandkøling           | Vandkøling           | Vandkøling            | Vandkøling          | Vandkøling                | Vandkøling                |
| Boring × slaglængde                  | 85,0 × 88,0 mm       | 86,5 × 100,0 mm      | 91,1 × 76,0 mm        | 91,1 × 95,0 mm      | 91,1 × 95,0 mm            | 95,0 × 100,0 mm           |
| Slagvolume                           | 1997 cm³             | 2351 cm³             | 2972 cm³              | 2477 cm³            | 2477 cm³                  | 2835 cm³                  |
| Kompressionsforhold                  | 9,5:1                | 9,5:1                | 9,0:1                 | 21,0:1              | 21,0:1                    | 21,0:1                    |
| Maks. effekt ved omdr./min.          | 83 kW (113 hk) /5250 | 94 kW (128 hk) /5500 | 136 kW (185 hk) /5500 | 64 kW (87 hk) /4000 | 73 kW (99 hk) /4000       | 92 kW (125 hk) /4000      |
| Maks. drejningsmoment ved omdr./min. | 165 Nm /4000         | 192 Nm /2500         | 265 Nm /4500          | 201 Nm /2000        | 240 Nm /2000              | 294 Nm /2000              |
| Kraftoverførsel                      |                      |                      |                       |                     |                           |                           |
| Drivende hjul (standardudstyr)       | Baghjul              | Baghjul              | Baghjul               | Baghjul             | Baghjul                   | Baghjul                   |
| Drivende hjul (ekstraudstyr)         | –                    | Alle                 | –                     | Alle                | Alle                      | –                         |
| Gearkasse (standardudstyr)           | 5-trins manuel       | 5-trins manuel       | 4-trins automatisk    | 5-trins manuel      | 5-trins manuel            | 5-trins manuel            |
| Gearkasse (ekstraudstyr)             | 4-trins automatisk   | 4-trins automatisk   | –                     | –                   | –                         | 4-trins automatisk        |
| Præstationer                         |                      |                      |                       |                     |                           |                           |
| Topfart                              | 154 km/t             | 165 km/t             | 170 km/t              | 138 km/t            | 149 km/t                  |                           |